# Siarhiej Kascian
Siarhiej Iwanawicz Kascian (pol. Сяргей Іванавіч Касцян, ros. Сергей Иванович Костян, Siergiej Iwanowicz Kostian) – białoruski polityk, deputowany do Rady Najwyższej Republiki Białorusi XIII kadencji, w latach 1996–2000 deputowany do Izby Reprezentantów Zgromadzenia Narodowego Republiki Białorusi I kadencji.

## Życiorys
W 1995 roku mieszkał w Mozyrzu. Pełnił funkcję docenta Katedry Historii i Politologii Mozyrskiego Państwowego Instytutu Pedagogicznego, był członkiem Partii Komunistów Białoruskiej. W drugiej turze uzupełniających wyborów parlamentarnych 10 grudnia 1995 roku został wybrany na deputowanego do Rady Najwyższej Republiki Białorusi XIII kadencji z mozyrskiego-zachodniego okręgu wyborczego nr 106. 19 grudnia 1995 roku został zarejestrowany przez centralną komisję wyborczą, a 9 stycznia 1996 roku zaprzysiężony na deputowanego. Od 23 stycznia pełnił w Radzie Najwyższej funkcję członka Stałej Komisji ds. Praw Człowieka, Kwestii Narodowościowych, Środków Masowego Przekazu, Kontaktu ze Zjednoczeniami Społecznymi i Organizacjami Religijnymi. Należał do frakcji komunistów. Od 3 czerwca był członkiem grupy roboczej Rady Najwyższej ds. współpracy z parlamentem Republiki Mołdawii. Poparł dokonaną przez prezydenta Alaksandra Łukaszenkę kontrowersyjną i częściowo nieuznaną międzynarodowo zmianę konstytucji. 27 listopada 1996 roku przestał uczestniczyć w pracach Rady Najwyższej i wszedł w skład utworzonej przez prezydenta Izby Reprezentantów Zgromadzenia Narodowego Republiki Białorusi I kadencji. Zgodnie z Konstytucją Białorusi z 1994 roku jego mandat deputowanego do Rady Najwyższej zakończył się 9 stycznia 2001 roku; kolejne wybory do tego organu jednak nigdy się nie odbyły.